# Tam tam
En Tam tam (el. blot tam) er inden for klassisk slagtøj betegnelsen for en ustemt metalskive i familie med en gong. Den store forskel er gongens klare grundtone, der skyldes den udformede kuppel i midten. Tammer er ofte brugt til effekter i orkestre (i stil med hvirvler på ophængte bækner). 
Tammer kan have en bred vifte af overtoner, der skaber den meget karakteristiske klang, og alt efter hvor og hvordan den anslås ændres klangbilledet bemærkelsesværdigt. I midten får man anslået en meget dybere klang, og mange synes at den mest optimale klang (til blandingen af overtoner) fås ved et anslag lidt forskudt fra midten. Oftest bruges en større filt- eller garnkølle til at slå tammen an.
Navnet tam tam bruges ofte misvisende om en tom tom, der er en dyb tromme uden seiding der kan bruges til eksempelvis et trommesæt.